# Magadi
Magadi è una città dell'India di 25.000 abitanti, situata nel distretto di Bangalore Rurale, nello stato federato del Karnataka. In base al numero di abitanti la città rientra nella classe III (da 20.000 a 49.999 persone).

## Geografia fisica
La città è situata a 12° 58' 0 N e 77° 13' 60 E e ha un'altitudine di 924 m s.l.m..

## Società

### Evoluzione demografica
Al censimento del 2001 la popolazione di Magadi assommava a 25.000 persone, delle quali 12.747 maschi e 12.253 femmine. I bambini di età inferiore o uguale ai sei anni assommavano a 3.119, dei quali 1.556 maschi e 1.563 femmine. Infine, coloro che erano in grado di saper almeno leggere e scrivere erano 16.748, dei quali 9.355 maschi e 7.393 femmine.